# Rašić
Rashiq en albanais et Rašić en serbe latin (en serbe cyrillique : Рашић) est une localité du Kosovo située dans la commune/municipalité de Pejë/Peć et dans le district de Pejë/Peć. Selon le recensement kosovar de 2011, elle compte 759 habitants.

## Démographie

### Évolution historique de la population dans la localité
| 1948 | 1953 | 1961 | 1971 | 1981 | 1991 | 2011 |
| ---- | ---- | ---- | ---- | ---- | ---- | ---- |
| 440  | 451  | 535  | 696  | 895  | 937  | 759  |

|  |

### Répartition de la population par nationalités (2011)
En 2011, les Albanais représentaient 98,94 % de la population.